# Aeroclub Comodoro Rivadavia
El Aeroclub Comodoro Rivadavia (FAA: ICO) es un aeroclub ubicado en Comodoro Rivadavia, Chubut. Se encuentra en el aeródromo 13 de Diciembre, donde funciona una escuela de vuelo y se realizan bautismos de vuelos, vuelos panorámicos, traslados y vuelos de observación. El aeroclub se ubica al sur de la ciudad, cerca del arroyo La Mata y del Autódromo General San Martín, sobre la Ruta Nacional 3.
Se inauguró el 25 de abril de 1935, siendo su primer presidente el célebre aviador de la Aeroposta Argentina S.A., Próspero Palazzo. También, participaron otros pilotos de la empresa como Jean Mermoz. El nombre del aeródromo se debe al descubrimiento de petróleo en la ciudad ocurrido el 13 de diciembre de 1907.